# Оботе, Милтон
Аполло Ми́лтон Обо́те (англ. Apollo Milton Obote; 28 декабря 1925 — 10 октября 2005) — угандийский политический и государственный деятель. Первый премьер-министр Уганды (1962—1966) и президент Уганды (1966—1971, 1980—1985).

## Биография
Родился в деревне Акокоро Апак в семье фермера Стэнли Опето; принадлежал к племени ланги. В семье был третьим из 11 детей. Согласно его утверждению, его дед был королём, а отец вождем. Проучившись в миссионерской протестантской школе в Лира, Оботе в 1948 году поступил в колледж (впоследствии Университет Макерере), но спустя два года перешёл на заочную форму обучения. Получил диплом экономиста, но без присуждения степени.
Отправился на поиски работы в Кению. Там он начал свою политическую карьеру с Джомо Кениатой, поскольку британские колониальные власти отказали ему в выезде в США для получения юридического образования. По возвращении на родину в 1955 году образовал партию Национальный конгресс Уганды, которая распалась в 1959 году на две фракции, одну из которых возглавил Оботе. Некоторое время спустя она слилась с Народным союзом Уганды в Народный конгресс Уганды. В 1958 году был избран в состав колониального законодательного органа.
25 апреля 1962 года он становится премьер-министром протектората, а в октябре того же года страна обретает независимость от Великобритании.

### Премьер-министр
Проявив большой талант к политической интриге, стал первым премьер-министром страны, одержав победу на спешно организованных выборах. Четыре года спустя он и заместитель командующего армий Иди Амин были обвинены в коррупции и контрабанде золота. Когда парламент потребовал расследования данного обвинения, премьер-министр приостановил действие конституции и в марте провозгласил себя президентом страны. Представители племени Буанда потребовали отстранения Оботе от власти. После этого в столицу вошли войска, которые штурмовали дворец Мутесы II, вынудив президента эмигрировать из страны. В следующем году была принята новая конституция страны, упразднившая королевства Буганда, Уньоро, Нкоре и Торо и провозгласившей Уганду унитарной республикой.

### Президент
Став президентом (1966—1971), провозгласил «поворот влево» и «власть простого чёрного человека». Период его пребывания у власти на посту президента был отмечен определёнными экономическими достижениями, но вместе с тем и растущей авторитарностью Оботе, который к концу 1960-х годов добился практически неограниченных полномочий и жестоко репрессировал оппозицию с помощью тайной полиции, возглавлявшейся кузеном главы государства. В 1969 году на политика было совершено покушение, в результате которого он получил огнестрельное ранение в голову. В этот период начались притеснения индийских торговцев, что негативно отразилось на экономике страны.
В 1971 году во время пребывания Оботе на встрече глав стран Содружества в Сингапуре его сверг им же в своё время выдвинутый на пост командующего вооруженными силами Иди Амин. За два года до этого ухудшились отношения Уганды с Западом, поскольку президент подозревал, что там готовят государственный переворот с целью его свержения.

### Возвращение к власти и эмиграция
После поражения Амина в войне с Танзанией (1978) и образования Фронта национального освобождения Уганды открывается возможность для его возвращения в Уганду. После периода нестабильности и смещения двух глав государства в декабре 1980 года проходят первые за много лет общенациональные многопартийные выборы. Однако они завершились скандалом, когда после пересчёта голосов победа перешла от Демократической партии к Народному конгрессу Уганды. Оппозиционные политики начали вооружённое сопротивление новому режиму.
Второй период пребывания Оботе у власти был отмечен широкими репрессивными акциями против оппонентов и началом партизанской войны, положившей, по мнению многих аналитиков, начало современной угандийской традиции рассматривать насилие как средство достижения политических целей. Состояние экономики страны было катастрофичным — 1981 году внешний долг был свыше 800 миллионов долларов. Инфляция приближалась к ста процентам в год.
Президент на этот раз решил отказаться от социалистической модели и провозгласил курс на смешанную экономику, сочетавшую работу государственного сектора и частных предприятий. Были получены кредиты от США, Международного валютного фонда, Международного банка реконструкции и развития. Для повышения конкурентоспособности экспорта на 100 % был девальвирован угандийский шиллинг. Президент пригласил изгнанных Иди Амином «азиатов», однако в страну вернулись лишь 10 % из них.
Тем временем разгоралась Гражданская война, которая получила название «войны в кустах». И чем больше росла поддержка повстанцам, тем сильнее становился террор правящего режима. За подозрения в поддержке повстанцев уничтожали целые семьи. В стране появилось большое количество концентрационных лагерей, через которые прошли до 150 тысяч человек. В результате репрессий во время второго правления Милтона Оботе погибло, по разным оценкам, от 100 до 500 тысяч человек. Ещё до 500 тысяч эмигрировали из страны, спасаясь от карательных органов правительства. Кроме того, президент постепенно отстранял от управления армией генералов, представителей народности ачоли. В результате 27 июля 1985 года военные отряды ачоли из Фронта национального освобождения организовали государственный переворот.
Ещё до 27 июля переправил свою семью в Кению, а потом покинул страну, узнав, что войска бригадного генерала Базилио Олара-Окелло двинулись к столице. Транзитом через Кению отбыл в Замбию, где и жил почти до самой смерти.